# 北九州工業高等專門學校
 北九州工業高等專門學校（National Institute of Technology, Kitakyushu College）

## 簡介
日本国立高等專門學校之一。是一所位於日本福岡縣的高等專門學校，建立於1965年。本校設立了生産系統工学科、機械工学科、電氣電子工学科、電子制御工学科、制御情報工学科、物質化学工学科等學科 

## 教育組織

### 本科（副學士課程）
- 生産系統工学科
- 機械工学科
- 電氣電子工学科
- 電子制御工学科
- 制御情報工学科
- 物質化学工学科

### 専攻科（学士課程）
- 生産系統工学專攻科
- 制御工学專攻
- 物質化学工学專攻[2]。

## 外部連結
- 北九州工業高等專門學校 （页面存档备份，存于）

33°48′57.73″N 130°52′20.3″E / 33.8160361°N 130.872306°E